# Enoploides tridentatus
Enoploides tridentatus är en rundmaskart som beskrevs av Ssaweljev 1912. Enoploides tridentatus ingår i släktet Enoploides och familjen Enoplidae. Inga underarter finns listade i Catalogue of Life.